# تولید میوه در ایران

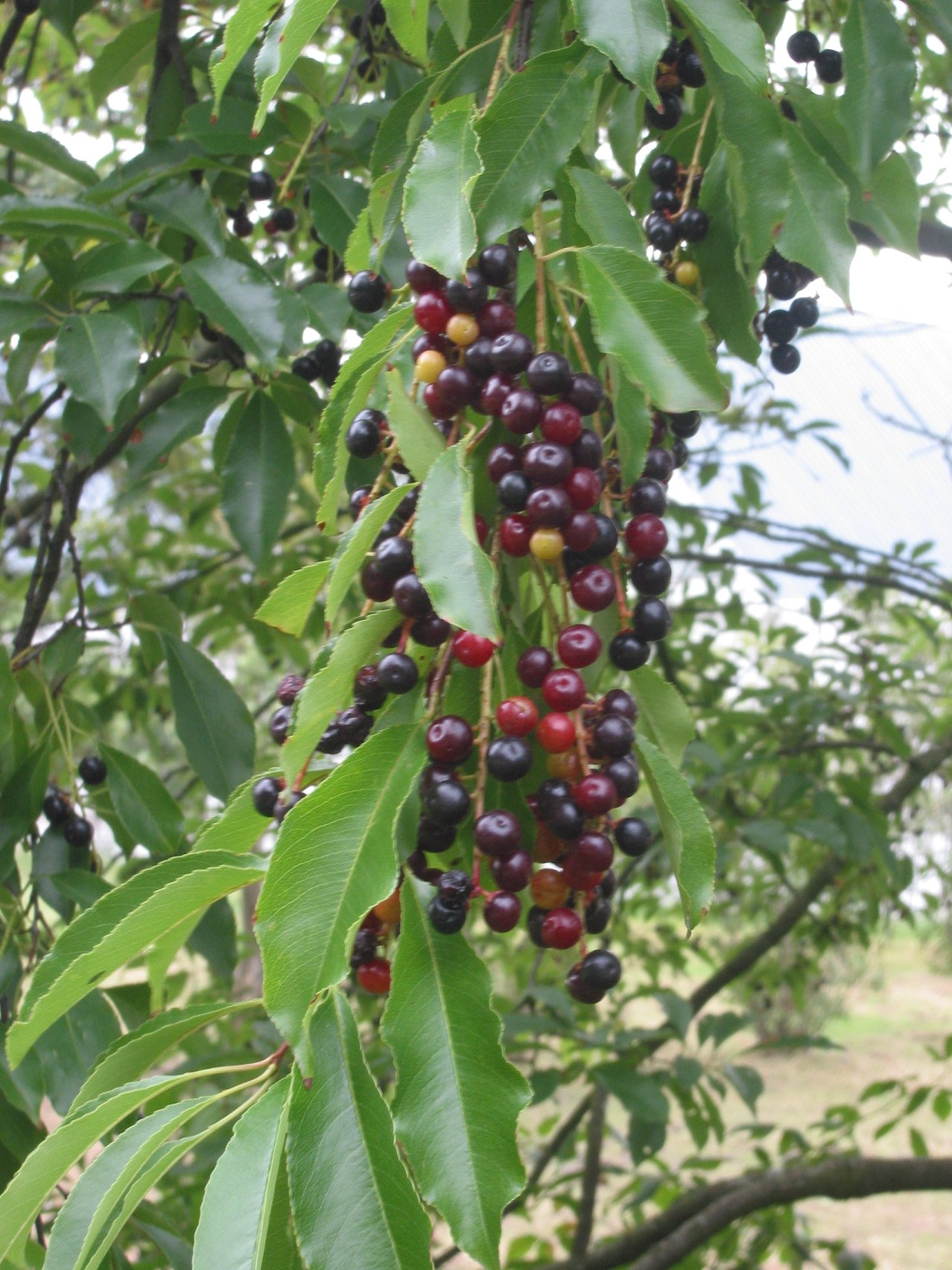
گیلاس در ایران

ایران رتبهٔ اول تولید میوه در خاور میانه را داراست. ایران در سال‌های اخیر، بین ۱۰ کشور برتر تولید میوه در جهان، رتبهٔ هشتم را کسب کرده‌است. تولیدات میوهٔ ایران عبارت‌اند از: گردوی ایرانی، طالبی، هندوانه، نارنگی، مرکبات، کیوی، خرما، گیلاس، انار، پرتقال، انگور و کشمش.
ژان شاردن می‌نویسند که در ایران همان انواع میوهٔ موجود در اروپا وجود داشت و بسی بیشتر، همگی لذیذ. او به گوناگونی زیاد خربزه‌ها، خیارها، انگورها، زردآلوها، انارها، سیب‌ها، گلابی‌ها، پرتقال‌ها، به‌ها، آلوبخاراها، انجیرها، پسته‌ها، بادام‌ها، گردوها، فندق‌ها و زیتون‌ها اشاره می‌کند.
به دلیل تنوع اقلیمی، توپوگرافیک و ارتفاعی ایران امروزی انواع متنوعی از میوه‌ها در این کشور یافت می‌شوند، از خرماهای نیمه گرمسیری، گرفته تا میوه‌های روینده در مناطق معتدل و سردسیر. اشارات تاریخی متعددی در خصوص فراوانی و تنوع میوه در ایران در دوره اسلامی وجود دارد. در دورهٔ پیش از اسلام، تنها در دو سند به جا مانده اطلاعات محکمی یافت می‌شود: داستان پهلوی خسروی قبادان اود ریدگ و بندهشن. در اولی که مربوط به دورهٔ خسروی اول انوشیروان است، دو میوهٔ خارجی آناناس و زنجبیل چینی (که اشتباه میوه دانسته شده) ذکر شده‌اند، و شماری از انواع محلی: بادام، گردو، هلوی ارمنی، سیب، به، خیار، پرتقال سرخ و سفید، آلو، بالنگ، پسته، نخود، خرماهای حیره، شاه بلوط، و سیاه دانه از نشابور. در نسخهٔ عربی بسیار کوتاه‌تر داستان، مربوط به ثعالبی که در دورهٔ خسرو دوم پرویز قرارش می‌دهد، تنها این میوه‌ها ذکر شده‌اند: بادام، نارگیل، انارهای ترش و شیرین، سیب، خرما، هلوی ارمنی، و بالنگ از طبرستان.
بوندهیشن شامل تقسیم‌بندی ناپخته‌ای از میوه‌های اصلی به سه دسته با سی گونه است: (۱) ده گونه با درون و بیرون خوردنی: انجیر، سیب، به، خیار، انگور، توت، گلابی و غیره (سه مورد غیره ذکر نشده‌اند)؛ (۲) ده گونه که فقط بیرونشان خوردنیست: خرما، زردآلو، سنجد، زالزالک، کنار، آلو، عناب، غیره (دو تا ذکر نشده)؛ (۳) ده گونه که فقط درونش خوردنیست: گردو، بادام، انار، نارگیل، فندق، شاه بلوط، پسته و غیره (سه تا ذکر نشده‌اند).

## استان‌های ایران بر پایه تولید میوه

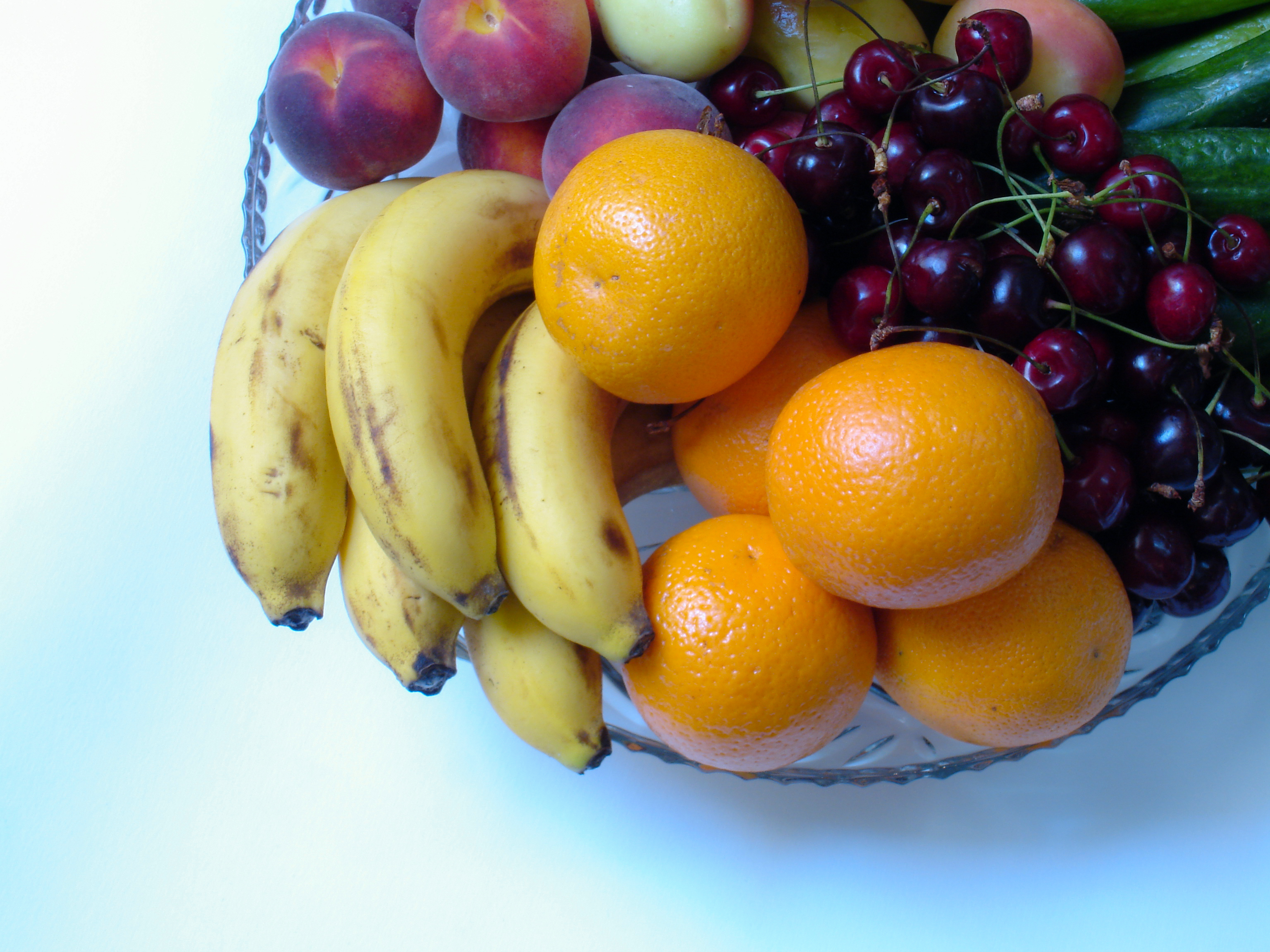
میوه‌هایی که بیشتر در ایران مصرف می‌شوند

محصولات باغی جایگاه ویژه‌ای در اقتصاد کشاورزی دارند. ایران صاحب یک اقلیم چهار فصل است و محصولات باغی از هر دو نوع گرمسیری و سردسیری در مناطق مختلف آن تولید می‌شود. در واقع، استان‌های ایران که هر کدام اقلیم خاص خود را دارند، در یک یا چند محصول باغی متخصص شده‌اند.
در این بخش به بررسی تولید انواع محصولات باغی در استان‌های ایران پرداخته شده‌است. برای این کار از آخرین سالنامه آماری وزارت کشاورزی که در سال ۱۳۹۶ با اطلاعات آماری سال ۱۳۹۵ منتشر شده‌است، استفاده می‌شود. در جدول شماره یک استان‌های حائز رتبه اول تا سوم در انواع محصولات باغی ارائه شده‌است. در شکل یک نیز همین اطلاعات به صورت نقشه به نمایش درآمده است. با توجه به شکل، برخی از استان‌ها در هیچ محصولی رتبه ندارند، البته نه به این معنی که در این استان‌ها محصولات باغی تولید نمی‌شوند، بلکه ممکن است در بسیاری از موارد حائز رتبه‌های چهارم به پایین‌تر باشد. به هر حال، برای ارائه یک تصویر مشخص‌تر نسبت به وضعیت تولید محصولات باغی در استان‌های مختلف کشور، صرفاً به نمایش رتبه‌های اول تا سوم بسنده شده‌است.
برخی از استان‌ها تولید کننده عمده برخی از محصولات هستند، از جمله کردستان که ۶۶ درصد از توت فرنگی کشور را تولید می‌کند. استان مازندران ۶۲ درصد از پرتقال و ۶۷ درصد از نارنگی کشور را تولید می‌کند. در برخی از محصولات نیز توزیع تولید متوازن‌تر است به طوری که در تولید انگور استان فارس با ۱۵ درصد سهم از تولید کشور رتبه اول را کسب کرده‌است. استان‌های خراسان رضوی و آذربایجان شرقی با سهم بیش از ۱۰ درصدی از تولید انگور کشور صاحب رتبه‌های چهارم و پنجم بودند و در این شکل نمایش داده نشده‌اند.
شایان ذکر از است در این اینفوگراف صرفاً محصولات باغی مورد بررسی قرار گرفته و محصولات زراعی و جالیزی مانند هندوانه در این بررسی‌ها دخیل نشده‌اند.

## تجارت واردات میوه در ایران
در گزارش‌هایی به تاریخ تیر ۱۳۹۱ هجری‌شمسی آمار گمرک ایران حاکی از واردات ۴۱ میلیون دلار موز و ۵۸ میلیون دلار پرتقال، به ایران در دوماهه نخست آن سال بود؛ و در بین میوه‌های وارداتی پرتقال با ۵۸٫۹ میلیون دلار بیشترین سهم را به خود اختصاص داده و موز نیز با ۴۱٫۳ میلیون دلار در رده بعدی قرار گرفت، همچنین واردات پرتقال نسبت به سال گذشته‌اش ۲۶ درصد افزایش یافت، اما واردات موز با کاهش ۳۱ درصدی مواجه شده بود.